# Alegria
Alegria (от исп. Alegría — «радость») — шоу Цирка дю Солей, созданное в 1994 году Франко Драгоне и Жилем Сен-Круа
Alegria — одно из самых популярных представлений Цирка дю Солей. Со дня своей премьеры в апреле 1994 года состоялось около 5000 выступлений, которые просмотрело примерно 10 миллионов зрителей в более чем 65 городах мира.
Изначально Alegria стилизовали как шапито-шоу, но начиная с 2009—2010 сезона cевероамериканского тура шоу было преобразовано в формат арены, что позволило посетить города, ранее недоступные для гастролей. Последнее представление было дано 29 декабря 2013 года в Антверпене, после чего шоу было официально закрыто.
В 2019 году в Квебеке была представлена обновленная версия шоу Alegria, получившая название «Alegría: In A New Light».

## История шоу и техническая составляющая

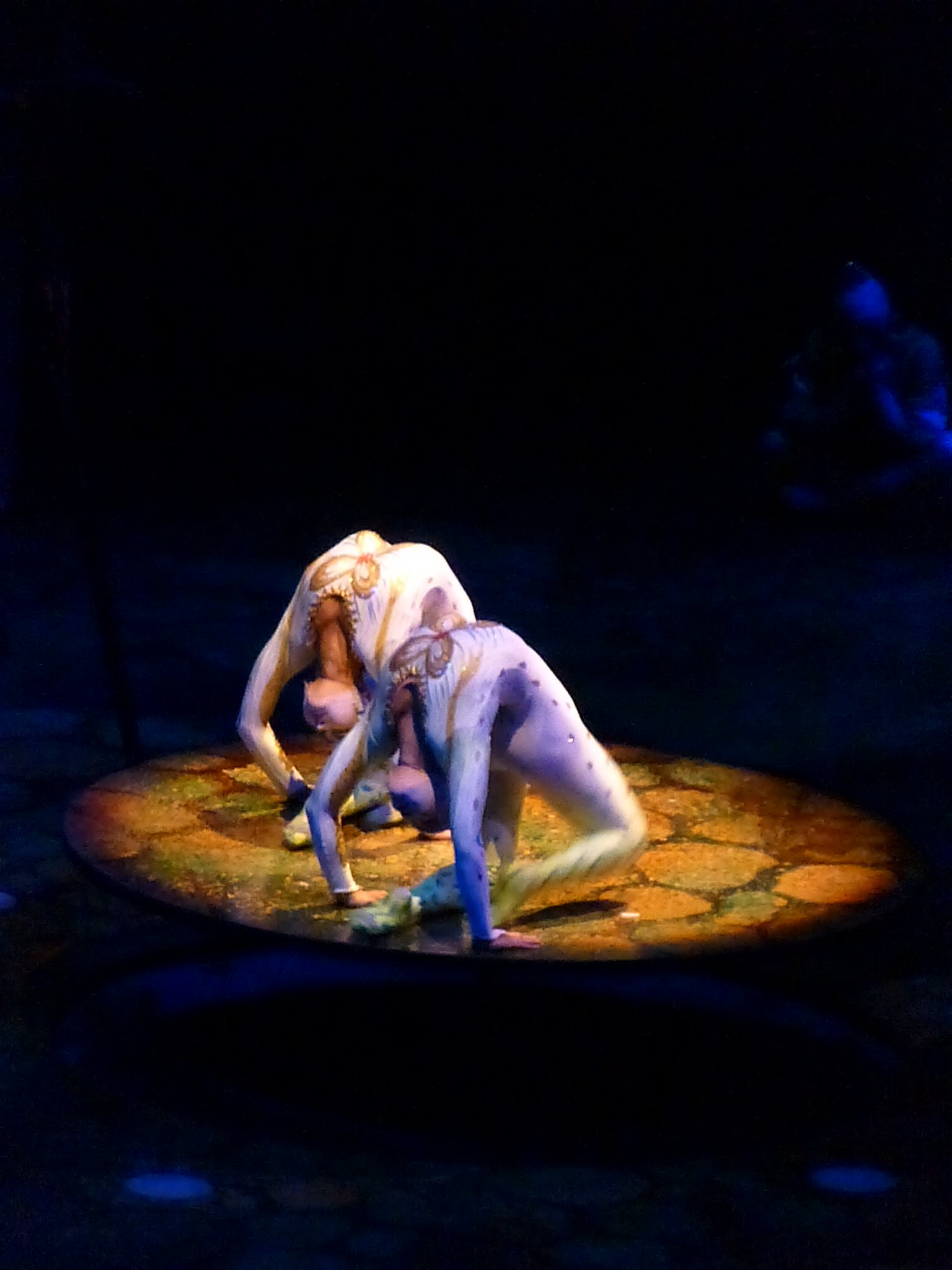
Стамбул, 2012

Название возникло от испанского слова «торжество». В литературе самого цирка есть слова, описывающие шоу так: «оперный самоанализ борьбы за власть и бодрящей энергии молодости». Сочетание тяжелой барочной эстетики декаданса костюмов и  легкого музыкального сопровождения Рене Дюперэ — пример уникального сочетания черт Франции, Испании, Африки и Средиземноморья. Сцены же и реквизит выдержаны в готике с суровыми угловыми конструкциями.
Сцена Alegria увенчана гигантским куполом, декорирована колоннами и балюстрадами в едином стиле. Купол создан для ощущения мощи и монументальности, как в церквях или правительственных зданиях. На сцене присутствуют спиральные пандусы на противоположных сторонах, ведущие вниз, что обозначает неизвестность. Пол в виде головы саламандры. Стилистическое оформление в стиле XVII века отражает ностальгию, а осенняя цветовая палитра придает шоу световую неясность.
В костюмах Доминик Лемье четко выражена дихотомия, касающаяся старого и нового поколения. В старом порядке костюмы напоминают «позолоченный» век в Нью-Йорке; все обильно украшено перьями, кружевами, блестками. Яркий пример — персонаж Флёр: красный бархатный камзол и украшенная самоцветами манишка.
Новый порядок, характеризующий молодёжь, имеют костюмы тех же оттенков, однако в них используют намного более «воздушные» материалы. В гардеробе Alegria более 400 вещей, включая парики, обувь, шляпы и др. Все изготавливается вручную. Например, на выполнение костюма Старой Птицы тратилось около 200 часов.

## Персонажи

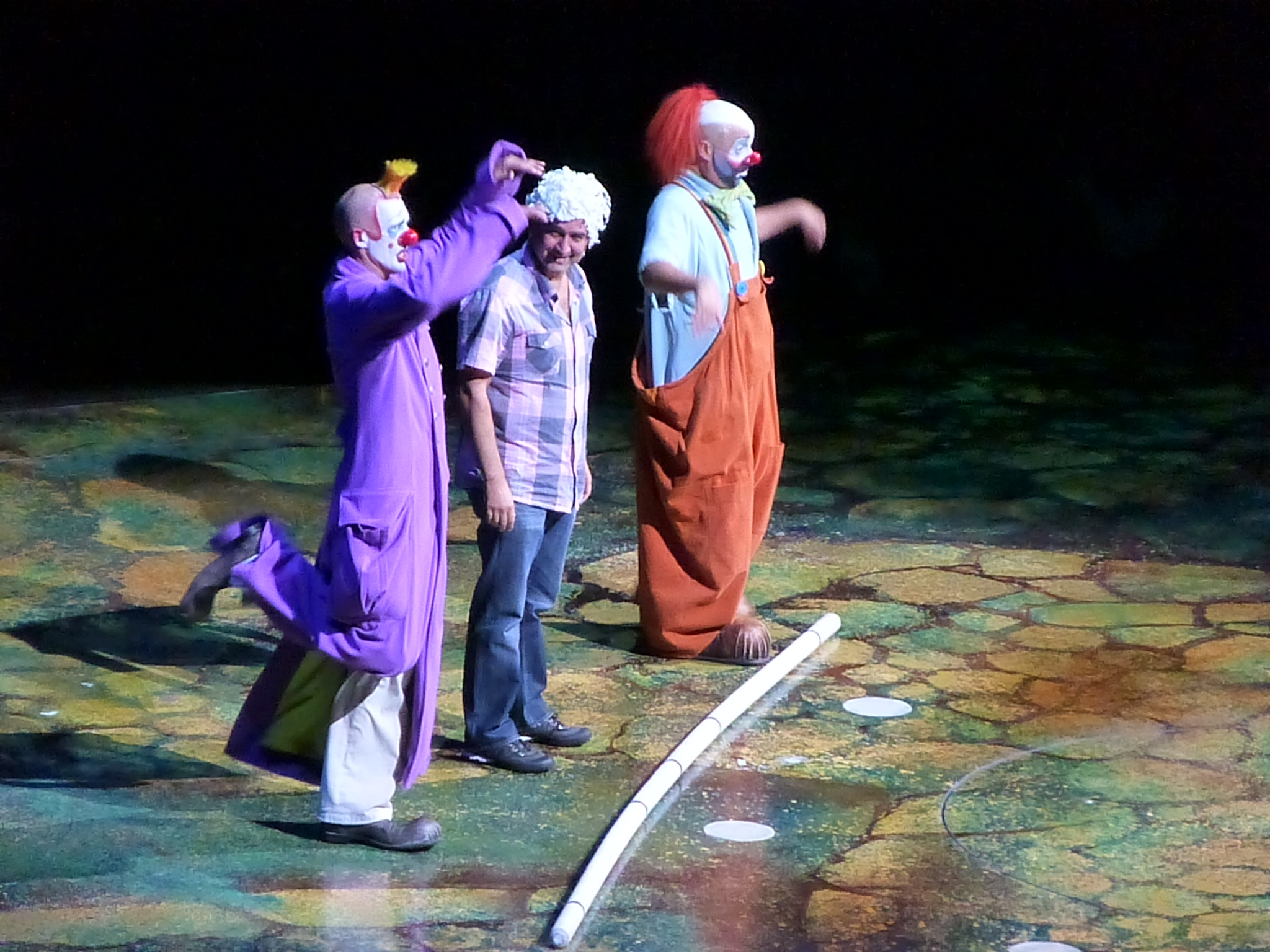
Клоуны

Персонажи в шоу двух поколений: новое и старое
- Флёр — ненадежный, загадочный и весьма опасный — проводник в мире Alegria. Он веселый, но в достаточно завистливый и мелочный;
- Тоскующие Старые Птицы — существа, которые до сих пор верят свои молодость, красоту и возможности, но на самом деле всего лишь тени самих себя;
- Тамир и маленький Тамир — они появляются тогда, когда нужны, и сразу же исчезают, как только выполнят свою миссию;
- Нимфы — очень молоды и беспечны. Их образ завораживает и способен растопить даже самое холодное сердце;
- Белые ангелы — будущая молодёжь. Исполняют «Русские перекладины»;
- Певица в Белом — сказительница. Она поет о том, что происходит вокруг: о грусти и радости, отчаянии и счастье;
- Певица в Чёрном — альтер эго Певицы в Белом. Она тоже рассказывает о происходящих событиях, но не скрывает злости и лукавства;
- Клоуны — очевидцы того, что происходит в мире Alegria.

## Номера

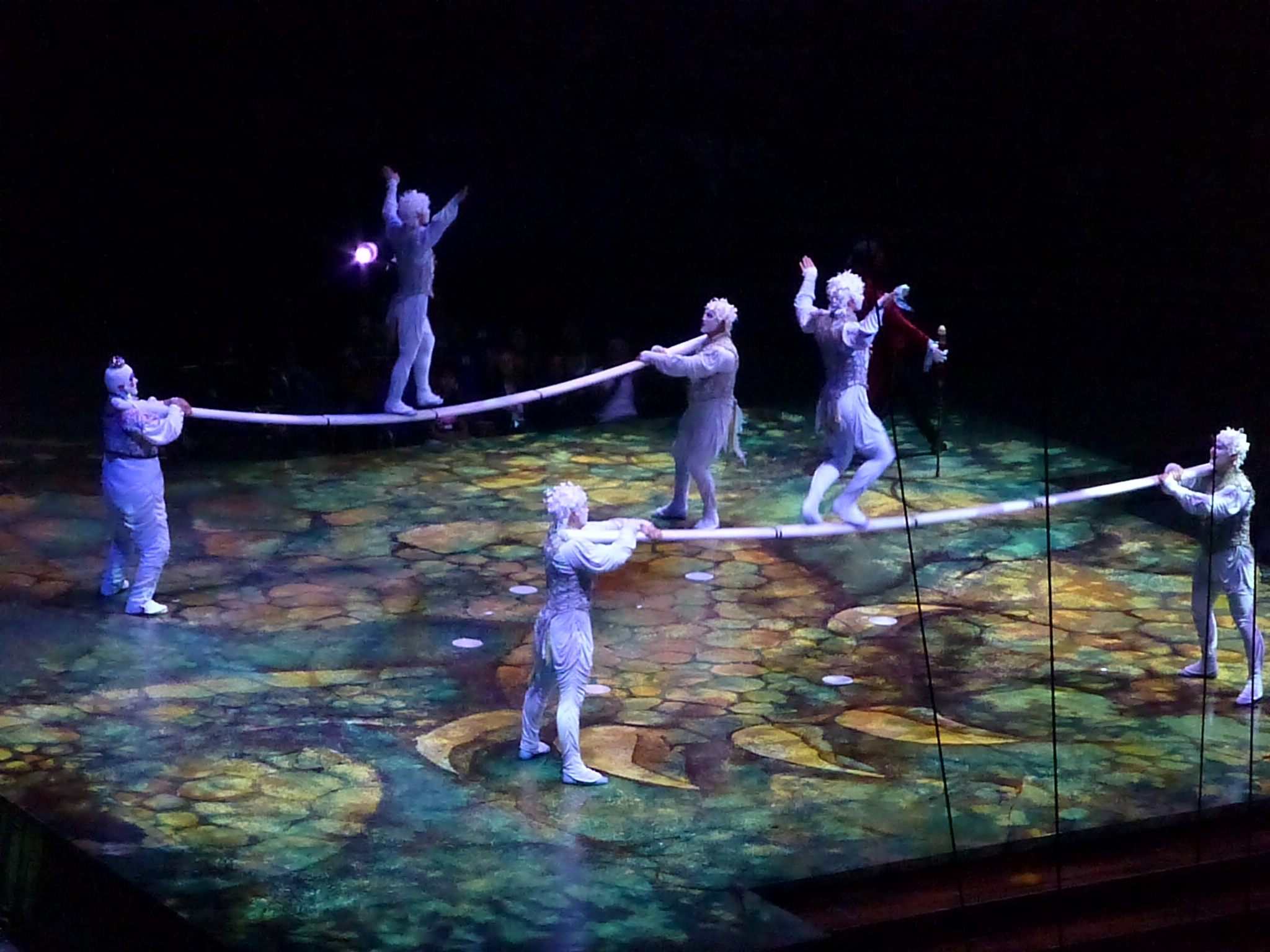
Русские перекладины

- Двойная трапеция — два акробата выполняют различные трюки на двух трапециях
- Акробатическая дорожка — акробаты выполняют сальто и прыжки на Х-образной дорожке
- Танец с огнём — артист выполняет различные трюки с предметами, объятыми огнём
- Летающий человек — актёр исполняет номер при помощи специальных банджей и гимнастических колец
- Русские перекладины — группа акробатов выполняют сальто, синхронные кульбиты и прыжки в воздухе с брусьев шириной 5-15 см
- Каучук — исполнитель создает изящные и гибкие фигуры, демонстрируя невероятные свойства своего тела
- Воздушные перекладины — группа акробатов летают и вращаются на перекладинах высоко над сценой

## Музыка
Высоко оценённая музыка шоу была написана Рене Дюпере, уже сотрудничавшим с Cirque du Soleil для Nouvelle Expérience, Saltimbanco и Mystère. Музыка из Alegria была выпущена отдельным студийным альбомом 27 сентября 1994 года. Спродюсированный Робби Финкелем он остается самым продаваемым альбомом Цирка дю Солей и ныне, продав больше 500000 копий по всему миру, а также принес номинацию на Грэмми Финкелю и Дюперэ..
Альбом так же был номинирован на несколько наград Феликс в 1995 году, выиграв в двух номинациях: «Продюсер года» и «Звукорежиссёр года». Alegria оставалась в Billboard в течение 65 недель
Основным вокалом выступила франко-канадская певица Франческа Ганьон, так же сыгравшая Певицу в Белом.
В 2002 году саундтрек был переиздан на Cirque du Soleil Musique Inc.
Треки оригинального релиза 1994 года, включая два переизданных:

| - Vai Vedrai - Kalandéro - Querer - Irna - Taruka - Jeux d’enfants - Mirko | - Icare - Ibis - Valsapena - Nocturne - Cerceaux - Malioumba - Alegria |

## Фильмография

### Alegria
В 1999 шоу адаптировали под фильм с одноимённым названием. Сценарий к нем написал Руди Баричелло, режиссёром выступил Франко Драгоне. Каст включал таких звёзд, как Фрэнк Ланджелла, Мако, Джули Кокс, Рене Базине и Вупи Голдберг в качестве гостя. Отличие фильма от шоу в последовательном повествовании, а не абстрактной аллегории шоу. В центре истории — мальчик Момо, который хочет спасти детей из заключения в темноте завода жестокого человека. Единственный друг Момо, хитрый клоун Фрак помогает ему, а потом влюбляется в певицу странствующего цирка, Джульетту

### Alegria. Filmed live in Sydney
Цирк выпустил шоу на DVD c выступлением труппы в июле 2001 года в Сиднее, Австралия. Ник Моррис выступил продюсером и режиссёром. Использовалось 14 камер и специальные методы съемки для создания такого впечатления от просмотра, который переносит зрителя в самый центр спектакля.